# Хлорид диамминртути(II)
Хлори́д диамминрту́ти(II) — неорганическое соединение,
амминокомплекс соли ртути и соляной кислоты
с формулой [Hg(NH3)2]Cl2,
бесцветные кристаллы,
разлагается в воде.

## Получение
- Добавление к раствору хлорида ртути(II) в растворе хлорида аммония аммиачного раствора:

{\displaystyle {\mathsf {HgCl_{2}+NH_{3}\ {\xrightarrow {NH_{4}Cl}}\ [Hg(NH_{3})_{2}]Cl_{2}}}}
Вещество выпадает в осадок.

## Физические свойства
Хлорид диамминртути(II) образует бесцветные кристаллы
кубической сингонии,

параметры ячейки a = 0,406 нм, Z = ½.
Не растворяется в этаноле.
Разлагается в воде. Плавится без разложения.